# Museo Arqueológico de Murcia
El Museo Arqueológico de Murcia se halla en la ciudad del mismo nombre, en la Región de Murcia  (España). Tiene su origen en el antiguo Museo Provincial que fue creado por Real Orden del Ministerio de Fomento el 6 de julio de 1864 gracias a las aportaciones de la Comisión Provincial de Monumentos. Las primeras sedes del mismo fueron el Teatro de los Infantes (1864), el edificio del Contraste de la Seda (1866) y el actual Museo de Bellas Artes de Murcia (1910).
En 1953, las colecciones arqueológicas del Museo Provincial se trasladaron al edificio actual, construido entre 1941 y 1953 por Luis Moya Blanco y José Luis de León para Casa de la Cultura, dando lugar al Museo Arqueológico de Murcia. En 1962, la colección de Arqueología y el edificio fueron declarados Monumentos Histórico-Artísticos.

## Datos Generales
- Dirección: Gran Vía Alfonso X, 7 (Casa de Cultura).
- Horarios: 
  - Invierno: Laborables: 10-14 y 17-20. Sábados y domingos: 11-14. Lunes y festivos: cerrado.
  - Verano (julio y agosto): martes a viernes de 10 a 14. Sábados y domingos: 11-14. Lunes y festivos: cerrado.
- Entrada: Gratuita.
- Localización:

## Acceso
El acceso al Museo Arqueológico de Murcia se realiza desde la Gran Vía Alfonso X, una de las arterias principales que conforman la ciudad de Murcia. En la planta baja se encuentra un área de recepción e información, junto con otros servicios, como terraza y cafetería.

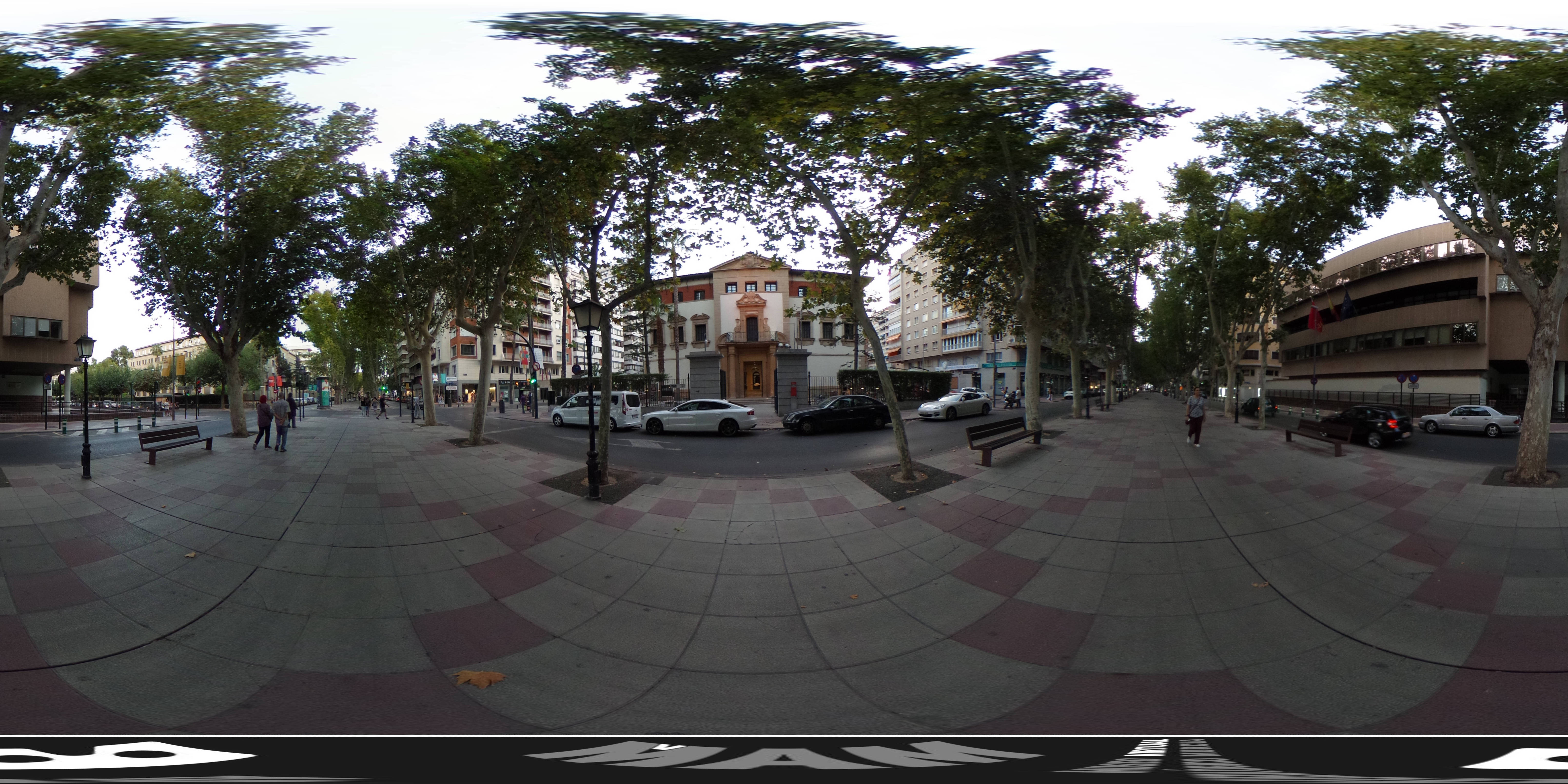
MAM y Alfonso X el Sabio Omniorama
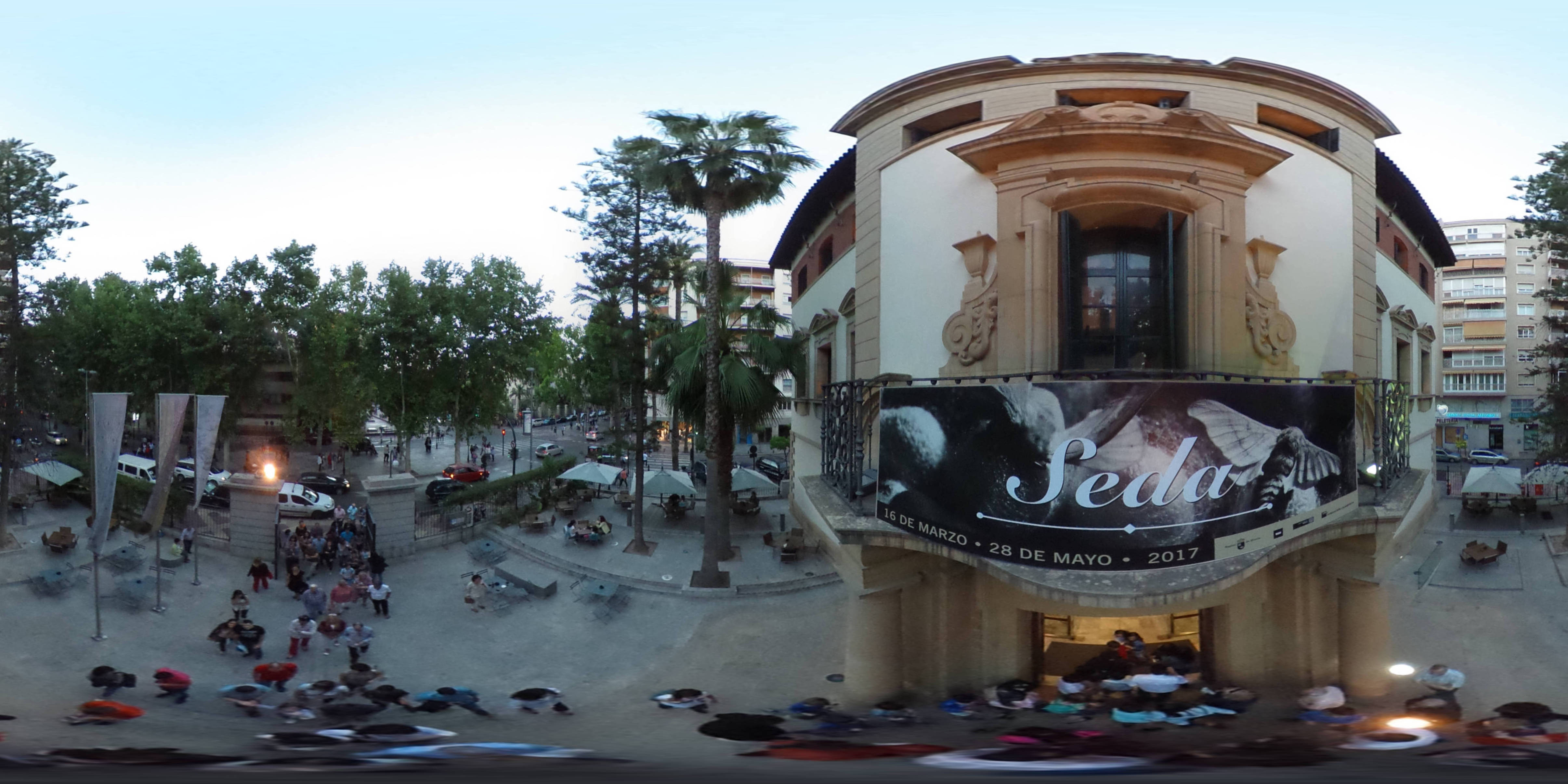
Acceso y terraza Omniorama
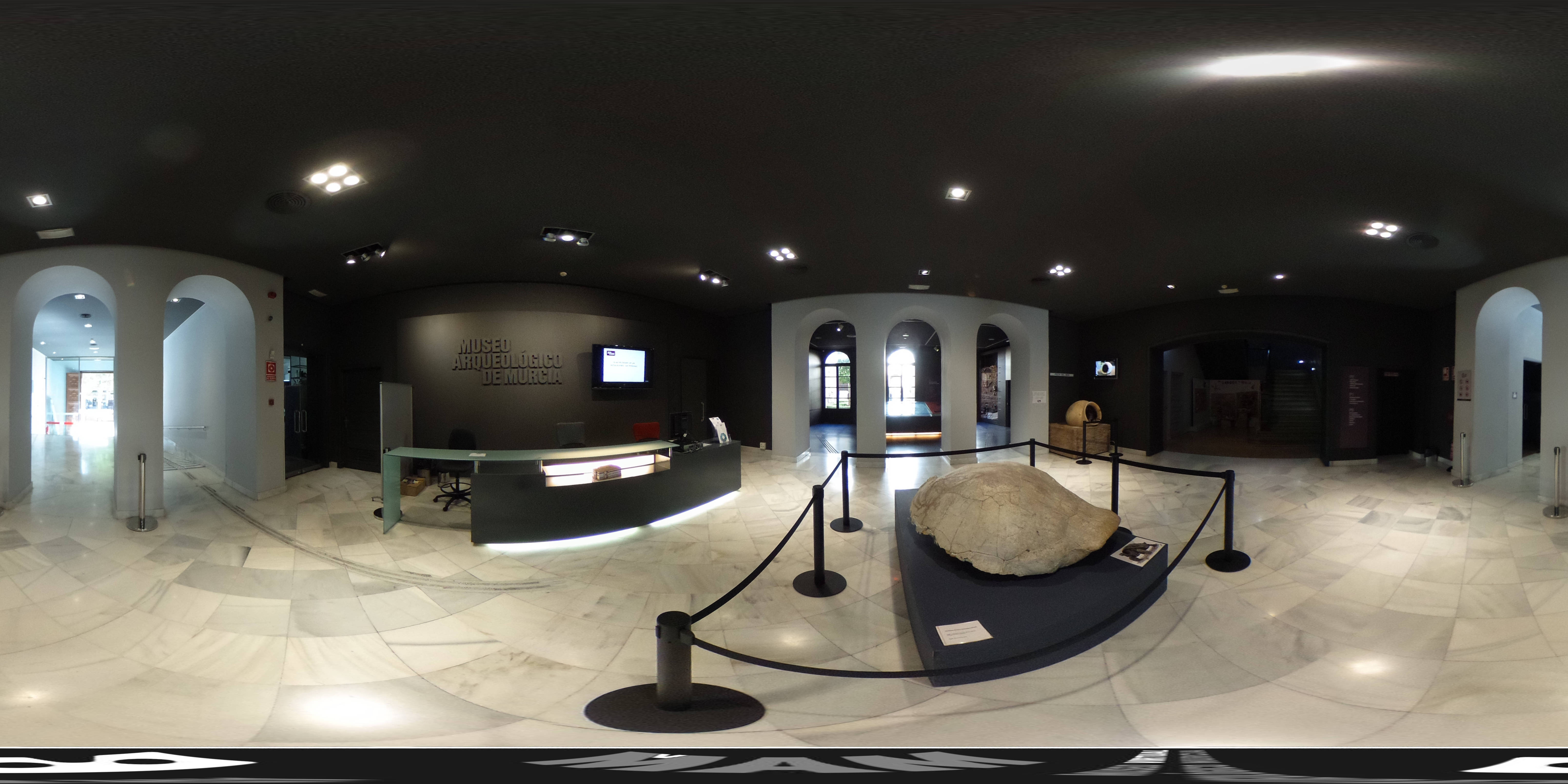
Planta Baja - Recepción e información Omniorama

## Arqueología
En el museo se encuentra una exposición permanente de arqueología de Murcia y su región desde el paleolítico hasta la época tardorromana. La sección de arqueología islámica medieval se expone actualmente en el cercano Museo de Santa Clara.

### Planta Baja
- Sala 1: Concebida como espacio introductorio al museo, en la sala se presenta una maqueta de la Región de Murcia y un recorrido virtual por sus principales yacimientos arqueológicos, ordenados por culturas y municipios.

- Sala 2: Dedicada al paleolítico. Durante este dilatado período cultural, pues abarca desde el origen de los homínidos (hace más de dos millones y medio de años) hasta los cambios climáticos del Holoceno (hace unos diez mil años), los humanos evolucionaron como especie, conocieron el fuego y desarrollaron diferentes avances tecnológicos dentro de una economía de subsistencia basada en la caza, la pesca y la recolección. En el caso de la Región de Murcia, el período está bien documentado a partir del Paleolítico Medio. En la sala se exponen colecciones procedentes de yacimientos musterienses como Las Toscas (Molina de Segura), Cerro de la Fuente (Yecla) y Cueva Antón (Mula), destacando asimismo el conjunto epipaleolítico de la Cueva del Algarrobo (Mazarrón). Un audiovisual sobre la evolución humana nos explica los pasos de la evolución humana, mientras que otro nos enseña la variedad de objetos líticos paleolíticos y su funcionalidad.

- Sala 3: Dedicada al Neolítico. Período decisivo en la historia de la evolución humana (VIII-IV milenio a. C.), se caracteriza por la paulatina sedentarización de las sociedades y los inicios de la agricultura y ganadería, tras lentos y desiguales procesos de experimentación. En la sala, se ha reconstruido un modelo de cabaña y se exhibe en la vitrina adjunta la colección de fragmentos cerámicos decorados procedentes del yacimiento del Hondo del Cagitán (Mula) y un conjunto de hachas de tradición neolítica-eneolítica.

- Sala 4: Centrada en el Arte prehistórico. A partir del Paleolítico Superior y hasta la Edad del Bronce, las comunidades europeas desarrollaron las primeras manifestaciones dotadas de una intención estética y simbólica que hoy se puede definir como arte. La relevancia de las manifestaciones de arte rupestre en la Región de Murcia, ha supuesto su declaración por parte de la UNESCO como Patrimonio de la Humanidad, el 2 de diciembre de 1998. En la sala, dos audiovisuales se proyectan de forma paralela: uno muestra el proceso de realización de una pintura y el otro reproduce, sobre la escenografía de una cueva, los calcos de las principales pinturas prehistóricas conocidas en la región.

- Sala 5: Dedicada a los avances tecnológicos que permitieron a las sociedades prehistóricas una mayor adaptación al medio y una paulatina mejora de sus condiciones de vida. En la sala, tres videos muestran la realización de utensilios líticos, óseos y cerámicos, en tanto que una selección de útiles en diferentes procesos de realización y con distinto grado de complejidad, recalca el concepto de evolución.

- Sala 6: Recrea un taller de Arqueología. Un ambiente de laboratorio, con diferentes instrumentos analíticos y réplicas de objetos arqueológicos, muestran el carácter científico de la Arqueología y su valor como ciencia que nos permite descifrar las claves de nuestro pasado.

- Sala 7: Dedicada al Calcolítico. Entre el IV y el II milenio a. C., numerosas transformaciones en los patrones de asentamiento y en el mundo funerario ponen de manifiesto la aparición de sociedades más avanzadas. A lo largo del período, se producen importantes adelantos tecnológicos, entre los que destaca la aparición de la metalurgia del cobre. En la primera parte de la sala, dedicada a la vida cotidiana, se muestra la maqueta de una casa calcolítica junto a varias vitrinas con una selección de materiales líticos, metálicos y cerámicos que explican el desarrollo de las actividades económicas en los poblados, destacando el de Murviedro (Lorca). En la vitrina 4 se puede contemplar un valioso conjunto de elementos campaniformes, horizonte cultural de difusión europea a caballo entre el Calcolítico y la Edad del Bronce. La heterogeneidad de los rituales de enterramiento característica del período se explica en la última parte de la sala; las vitrinas exhiben aquí ajuares funerarios pertenecientes a diferentes yacimientos con enterramientos múltiples como Barranco de La Higuera (Fortuna), Loma de los Peregrinos (Alguazas) y Murviedro, en tanto que un audiovisual describe el proceso de construcción de un monumento funerario megalítico.

- Sala 8: Centrada en la arqueología de la Muerte. Un audiovisual nos acerca al mundo de la muerte y de las creencias en la Prehistoria y explica cómo el estudio y análisis de las prácticas funerarias ayudan a conocer numerosos detalles sobre las sociedades del pasado.

- Sala 9: Dedicada Bronce Argárico. El segundo milenio a. C. en el sureste de la península ibérica está representado por un horizonte cultural peculiar y de rasgos muy definidos, que hoy se conoce como cultura del Argar. Un interactivo introductoria permite hojear la edición facsimilar del libro Las primeras edades del metal en el sureste de España, de los hermanos Siret, pioneros de la Arqueología en la zona y especialmente de la cultura argárica. En la vitrina 2 se exponen una serie de materiales cerámicos de gran calidad, entre los que cabe destacar los vasos carenados de La Bastida de Totana, la copa de Cabezo Negro (Lorca) o el vaso lenticular de Monteagudo. En la siguiente vitrina, materiales que explican la proliferación y generalización del uso de metales como el cobre, el bronce y la plata para la realización de útiles, armas y adornos, siendo muy significativos la espada de la Cabeza Gorda y el puñal de ocho remaches de Monteagudo. A continuación, la recreación de la casa Y/Z del El Rincón de Almendricos (Lorca) nos introduce en la vida cotidiana de un poblado argárico. Junto ella se exhiben materiales característicos como piedras de molino, cerámica, pesas de telar, industria lítica y ósea y fragmentos de techumbre procedentes de yacimientos como La Bastida y el Rincón de Almendricos. El mundo funerario argárico se caracteriza por la inhumación de los cadáveres en el interior de los poblados o en las áreas cercanas a estos. Una gran vitrina muestra diferentes modelos de enterramiento argáricos en urna, cista y doble urna de los yacimientos de Puntarrón Chico (Beniaján, Murcia), Los Molinicos (Moratalla) y Loma del Tío Ginés (Puerto Lumbreras). En las vitrinas 6-7 se exponen excepcionales conjuntos materiales hallados en dos importantes yacimientos argáricos de la Región de Murcia, como son Monteagudo y la Bastida de Totana. En la vitrina 8, dedicada a ajuares funerarios, destaca el de la cista número 1 del Rincón de Almendricos, en Lorca.

- Sala 10: Dedicada al Bronce final. A finales del I milenio a. C., las comunidades humanas del sureste peninsular experimentaron una serie de transformaciones como consecuencia de la superposición de varias aportaciones culturales procedentes del bronce atlántico y europeo y más adelante del mediterráneo. A lo largo del período, se aprecian supervivencias de momentos precedentes, pero también se detectan nuevas formas de explotación de los recursos naturales, un incremento de las redes de intercambio, un desarrollo de las actividades metalúrgicas y la introducción de importantes avances tecnológicos. En la sala se exponen una serie de materiales metálicos entre los que sobresale el hacha de anilla lateral de tecnología de tipo atlántico procedente de Peña Rubia (Lorca). El conjunto de materiales procedentes del complejo funerario del Llano de Los Ceperos (Lorca) evidencia la adopción de la incineración en los rituales de enterramiento del período. Completa la sala un interactivo con los grandes grupos culturales del bronce final europeo y las rutas comerciales fenicias en el Mediterráneo.

- Sala 11: Centrada en la tecnología del metal. La metalurgia supone uno de los avances tecnológicos más importantes de la Prehistoria reciente. En la sala se explica el proceso metalúrgico con una proyección audiovisual y la exposición de diferentes materiales relacionados con el trabajo minero y metalúrgico.

### Planta Alta
- Sala 12: Dedicada a la aparición de la escritura como elemento clave que supone el tránsito de la Prehistoria a las sociedades históricas. En esta sala se proyectan diferentes alfabetos conocidos en el ámbito del Mediterráneo, como el fenicio, griego, ibérico y latino.

- Sala 13: Se centra en la cultura ibérica. La evolución interna de las sociedades indígenas de finales de la Edad del Bronce y las aportaciones realizadas por pueblos del Mediterráneo oriental y central (fenicios, púnico-cartagineses, griegos y etruscos) promovió el desarrollo de la cultura ibérica en buena parte del territorio peninsular entre los siglos VII y I a. C. En la primera parte de la sala aparecen materiales procedentes del yacimiento de Los Molinicos (Moratalla) acompañan la recreación de una casa del mismo yacimiento y nos acercan a las formas de explotación económicas ibéricas y al desarrollo de la vida en los poblados. Las vitrinas 3 y 4 exhiben materiales cerámicos que muestran la evolución formal y decorativa de la cerámica ibérica. Junto a los espléndidos conjuntos cerámicos, un audiovisual recrea a un alfarero realizando un cálatos. Todo ello pone de manifiesto el importante desarrollo en la producción alfarera especializada que supuso la proliferación del uso del torno. De entre los materiales expuestos, destaca el cálatos de la sepultura 500 de Verdolay, del siglo II a. C., y un vaso bitroncocónico con decoración zoomorfa de gran realismo conocido como “vaso de las cabras y los peces”. Una buena selección de cerámica ática, púnica y de Rosas se puede contemplar en la sala dedicada al comercio, con ejemplares como el skyfos ático del Castillejo de los Baños (Fortuna), las cráteras de campana del Cabecico del Tesoro (Verdolay, Murcia) y Galera (Granada) o el enócoe de figuras rojas procedente de Alcantarilla. El mundo religioso ibérico, en el que indudablemente influyeron elementos indígenas y de otros ámbitos del Mediterráneo, está bien representado en la sala por medio de los extraordinarios materiales hallados en el Santuario de La Luz (Verdolay, Murcia), entre los que cabe destacar la colección de exvotos de bronce y la cabeza de una diosa realiza en piedra. La sociedad ibérica se conoce en buena medida gracias a los ajuares funerarios recuperados en las necrópolis, pues en ellos se aprecian las diferencias de estatus y género. En esta sala, se exponen ajuares pertenecientes a guerreros, con extraordinarias panoplias, como las halladas en la sepultura 597 del Cabecico del Tesoro y la de la sepultura 7 del Castillejo de Los Baños. Los procesos de transformación de la sociedad ibérica se explican mediante el análisis de la evolución de los ajuares aparecidos en la necrópolis del Cabecico del Tesoro, desde los siglos IV al I  . C., que enlaza de esta forma con el proceso de romanización del territorio. Finalmente, una serie de elementos escultóricos encontrados en contextos funerarios, entre los que destacan el monumento funerario de Coy (Lorca) y la escultura sedente del Verdolay, ponen de manifiesto el desarrollo artístico alcanzado en la época ibérica.

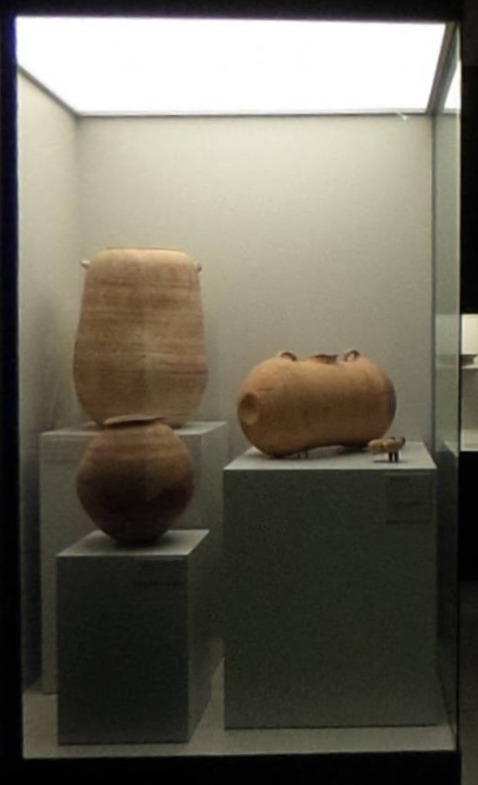
Vitrina 5
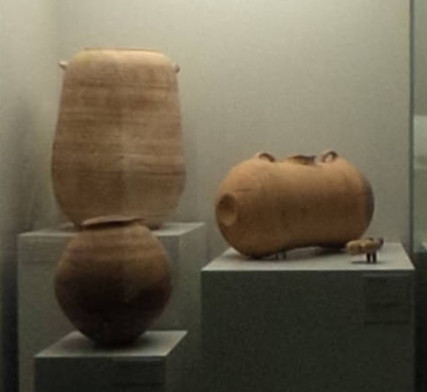
Detalle
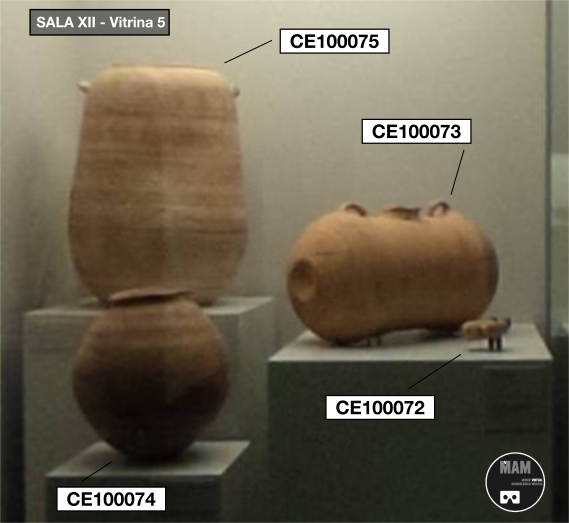
Codificación

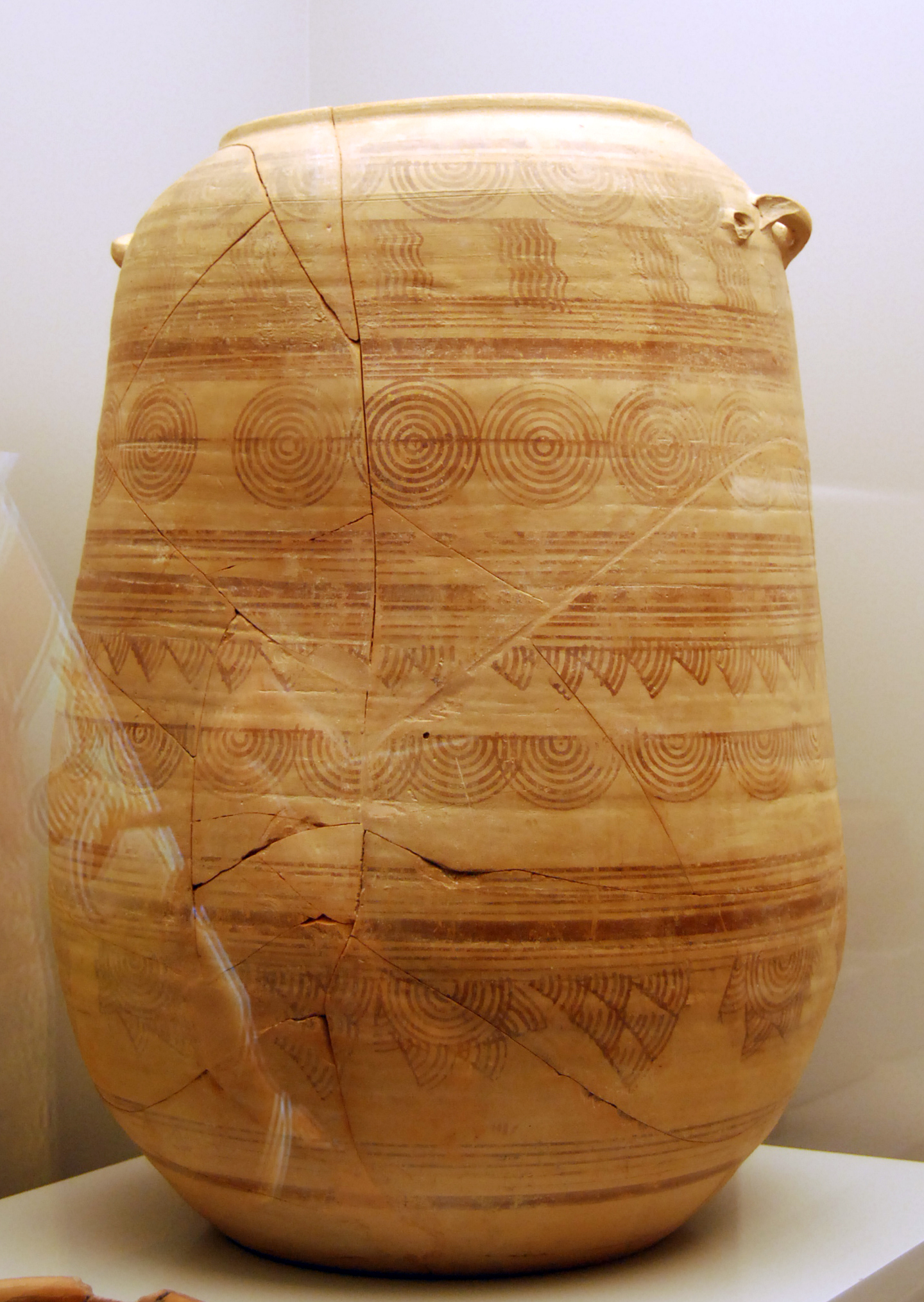
Tinaja
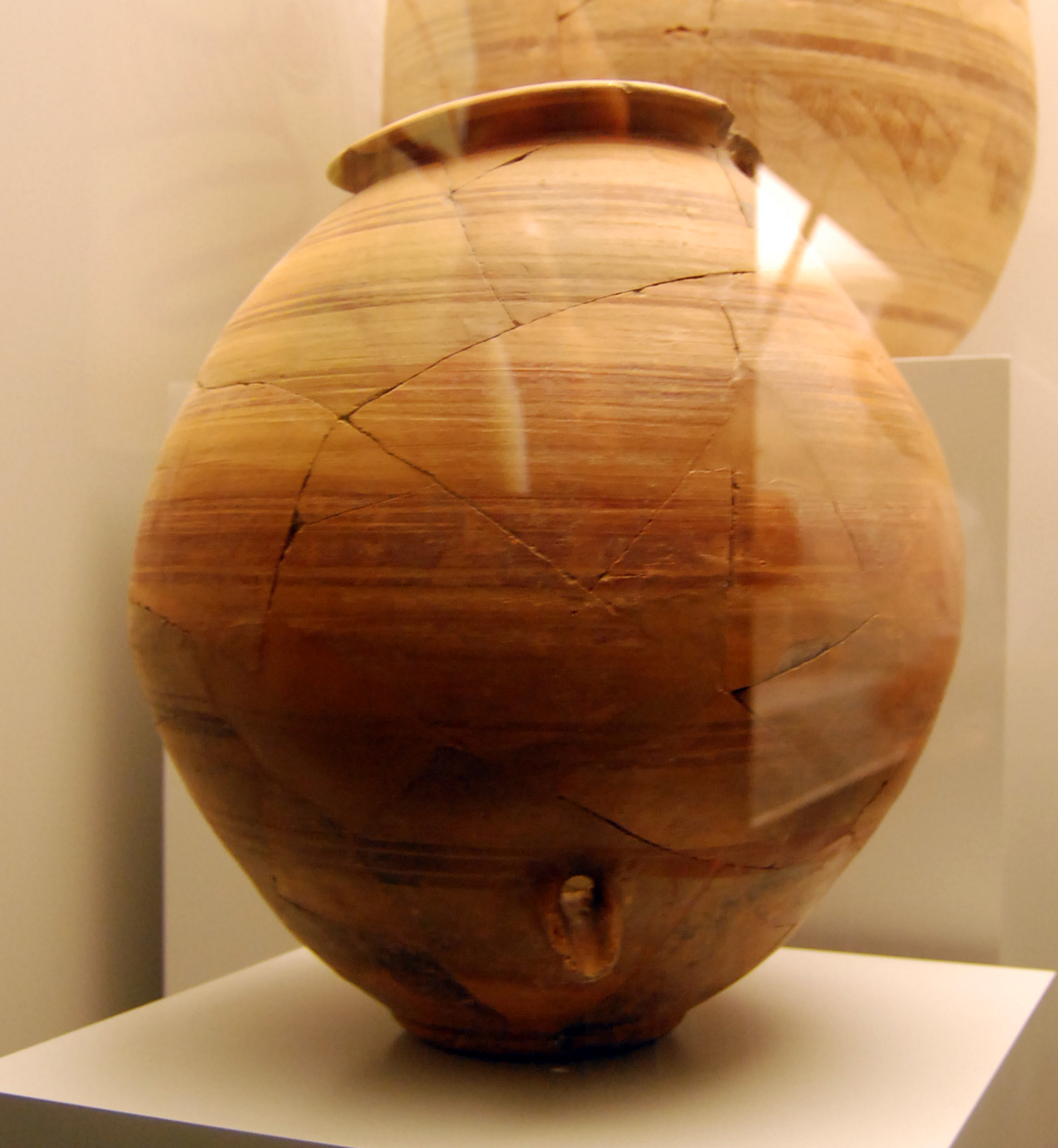
Tinaja
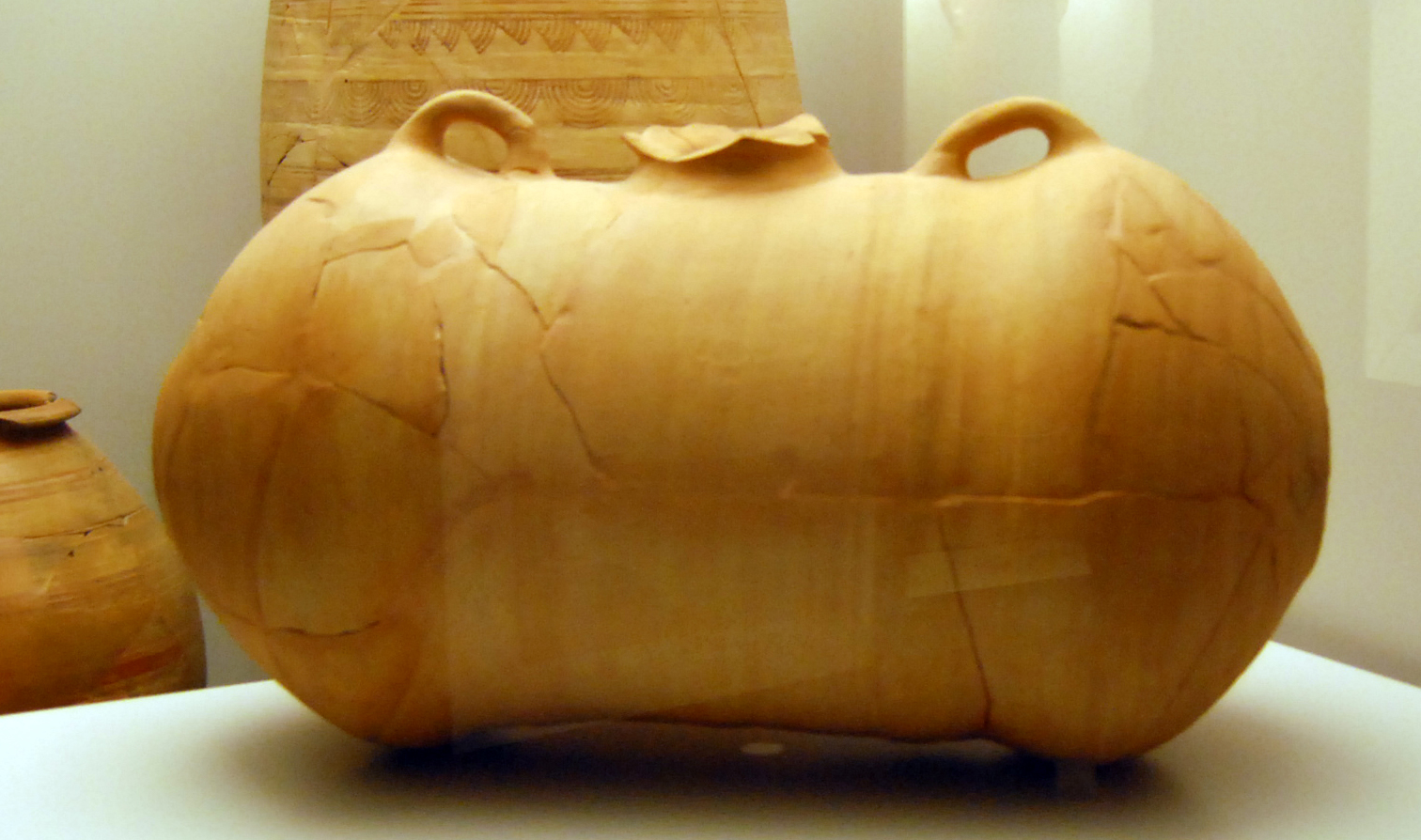
Barril
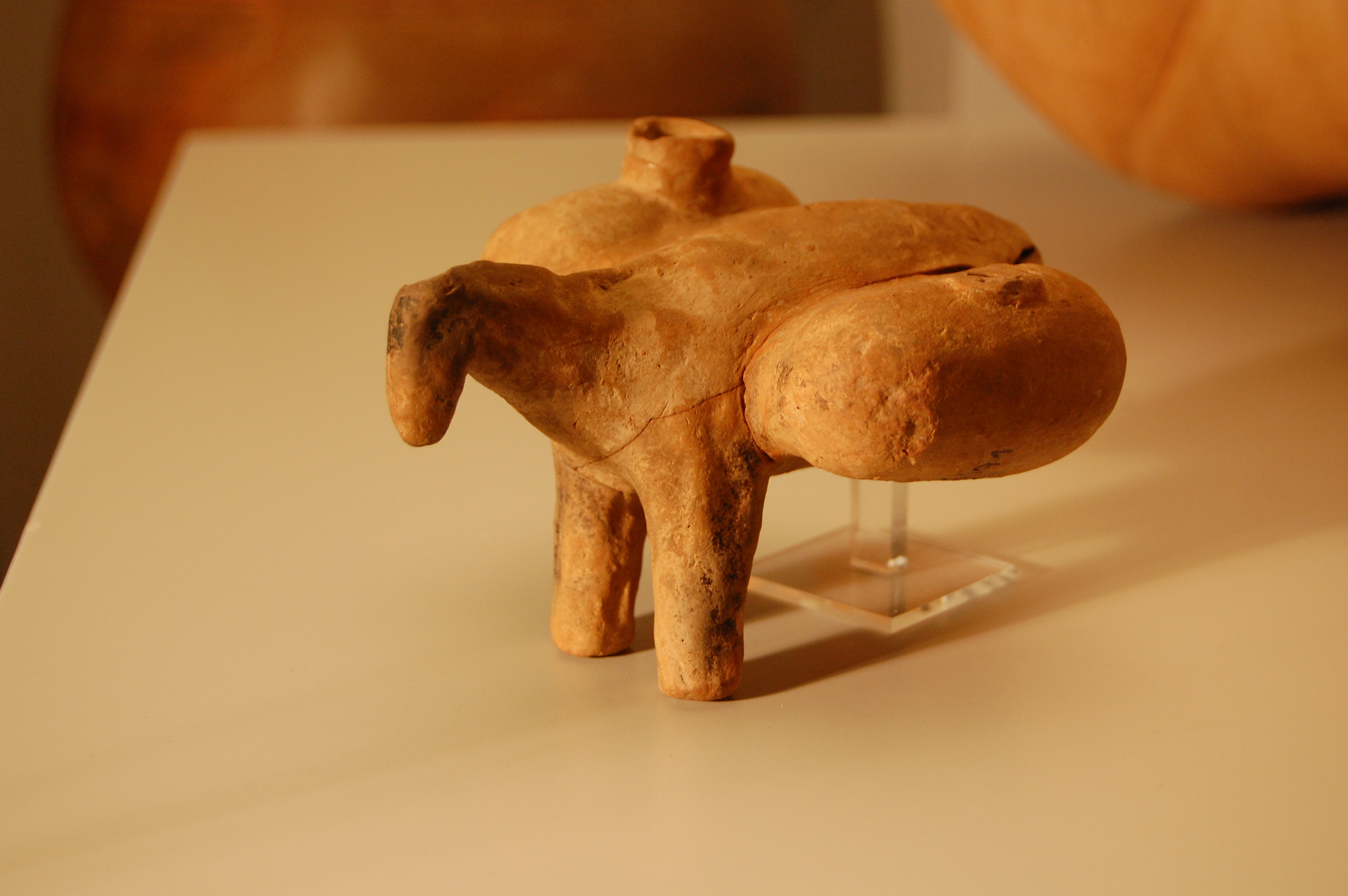
Figura zoomorfa

- Sala 14: Sala dedicada a Roma. A partir del siglo II a. C., las sociedades indígenas peninsulares se ven inmersas en un profundo proceso de transformación motivado por la conquista romana del territorio, después de los enfrentamientos acaecidos entre romanos y cartagineses a finales del siglo III a. C. La importancia de la riqueza minera del sureste peninsular explica los esfuerzos de Cartago y Roma por controlar la región, por lo que un audiovisual, junto a la exposición de una significativa colección de objetos mineros procedentes de Mazarrón y Cartagena, sirven para conocer más de cerca la trascendencia económica de esta actividad durante aquel período. También en esta primera parte de la sala se pueden contemplar materiales del periodo republicano, entre los que llaman especial atención el conjunto de terracotas procedentes de Calvi y el mosaico con inscripción de la Loma de las Herrerías (Mazarrón). La región mantenía intercambios comerciales con las zonas limítrofes y con Roma, por lo que la recreación de un barco explica el continuo fluir de actividades comerciales en el Mediterráneo. La minería y las actividades agrícolas y pesqueras atrajeron colonizadores y comerciantes y propiciaron la aparición de elites, el crecimiento paulatino de los núcleos urbanos y un importante proceso de monumentalización de las ciudades, caso especialmente relevante en el sureste peninsular en la ciudad de Cartago Nova (Cartagena), la cual ha sido recreada en una maqueta. El crecimiento urbano y las diferencias de riqueza y posición social generaron diversas soluciones arquitectónicas para alojar a la población. La domus en los núcleos urbanos y la villa en los ámbitos rurales son los modelos característicos del periodo. En la sala se exhiben elementos de vajilla y ornamentación doméstica con ejemplos de mosaicos y decoración parietal procedentes de las villas del Paturro en Portmán (La Unión) y de Los Torrejones (Yecla). Otra vitrina exhibe objetos relacionados con la ornamentación personal y la higiene, como agujas, ungüentarios de vidrio y amuletos de diversas procedencias. Cabe destacar finalmente el conjunto escultórico consagrado por el dispensator Albanus de Mazarrón, el Hércules de Los Torrejones (Yecla), la Pudicitia de Cartagena, las hermae encontradas en la calle Monroy de la misma ciudad y los fragmentos escultóricos procedentes de la villa del Paturro. Al final de la sala se exhibe una colección epigráfica de carácter conmemorativo y funerario y las aras de Begastri (Cehegín) y Monteagudo (Murcia).

- Sala 15: Centrada en el Cristianismo antiguo y período visigodo. Factores de muy diversa índole, como las continuas presiones en las fronteras del imperio y la creciente autonomía de las aristocracias provinciales, provocaron una crisis profunda en el estado y sociedad romanas. La autoridad imperial se mantuvo hasta un momento avanzado del siglo V d. C. en el litoral murciano, pero la constitución del reino visigodo a finales de dicha centuria provocó su desaparición y la consolidación de las aristocracias locales, sustentadas en el latifundismo agropecuario como modelo económico. Las continuas crisis de la monarquía visigoda facilitaron a mediados del siglo VI d. C. una efímera ocupación bizantina, bajo el emperador Justiniano, del sureste peninsular y de parte de Andalucía. En la sala se muestran importantes elementos arquitectónicos procedentes del Martyrium de La Alberca, de mediados del siglo IV d. C. y uno de los edificios más importantes de la Antigüedad Tardía en la península ibérica, y de la Basílica de Algezares, datada en el siglo VI d. C. y descrita como un importante complejo religioso perteneciente a las aristócratas locales de la época. Igualmente destacan los fragmentos de sarcófagos procedentes de Murcia y de Los Torrejones (Yecla) junto a un espléndido lote de materiales tardoantiguos procedentes del dragado del Puerto de Mazarrón (Mazarrón) y del Salto de la Novia (Ulea).
- Sala 16. Audiovisual. Visiones de la Arqueología. El recorrido por las salas de exposición permanente se cierra con un audiovisual donde se muestran diferentes momentos del trabajo del arqueólogo, desde la prospección y excavación del yacimiento hasta el estudio de los materiales en el laboratorio.

## Heráldica
Finalmente, en el patio interior, se expone una amplia selección de la colección de escudos heráldicos procedentes de edificios nobles murcianos, renacentistas y barrocos.

## Áreas comunes y servicios
El Museo Arqueológico de Murcia cuenta con una serie de dependencias y servicios a disposición de visitantes, investigación, restauración y otras actividades relacionadas con sus finalidades.

### Planta Primera

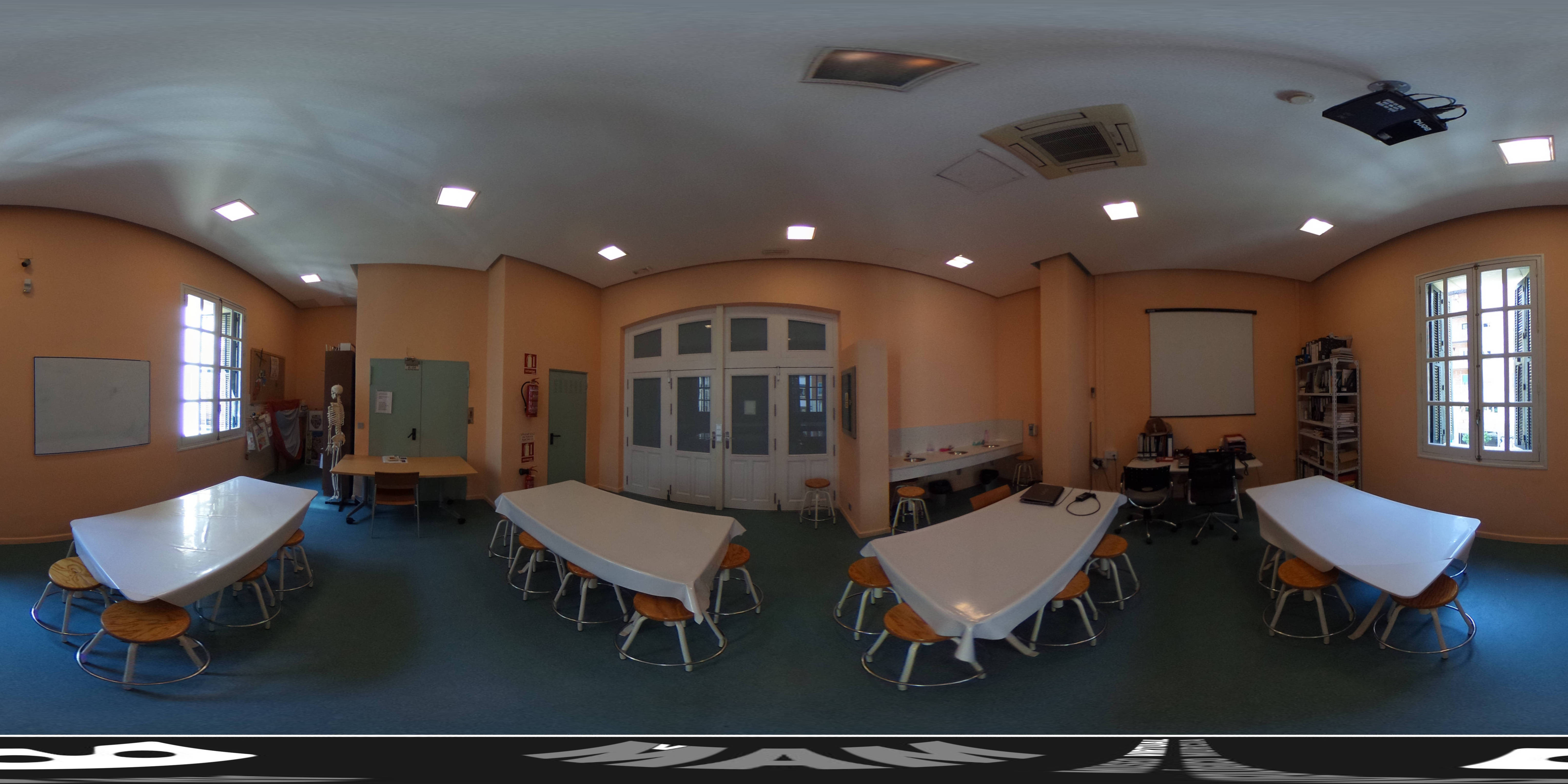
Taller didáctico Omniorama
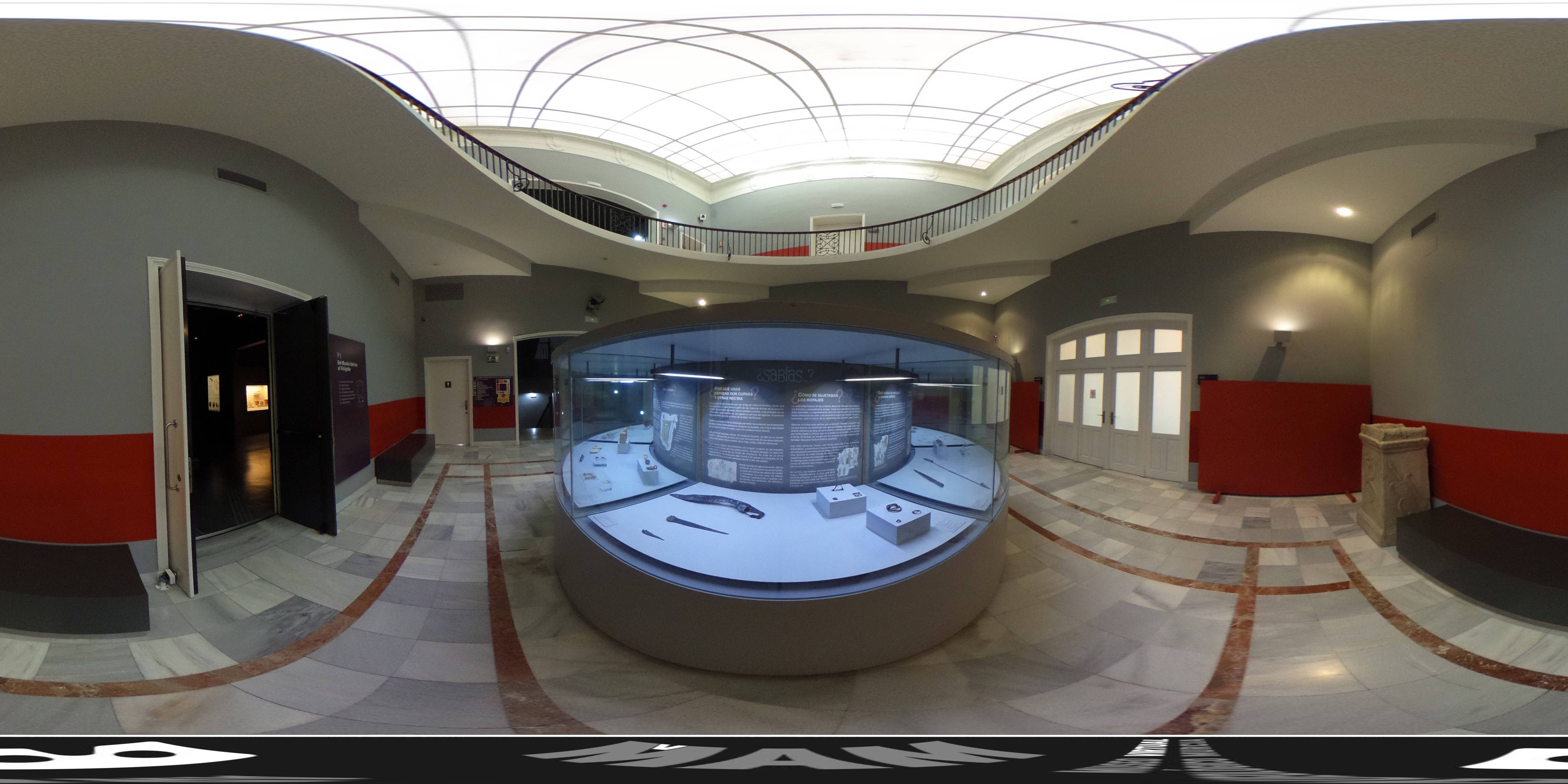
Vitrina anular Omniorama

### Planta Segunda
En la Planta Segunda, además de espacios de administración institucional, se encuentra:

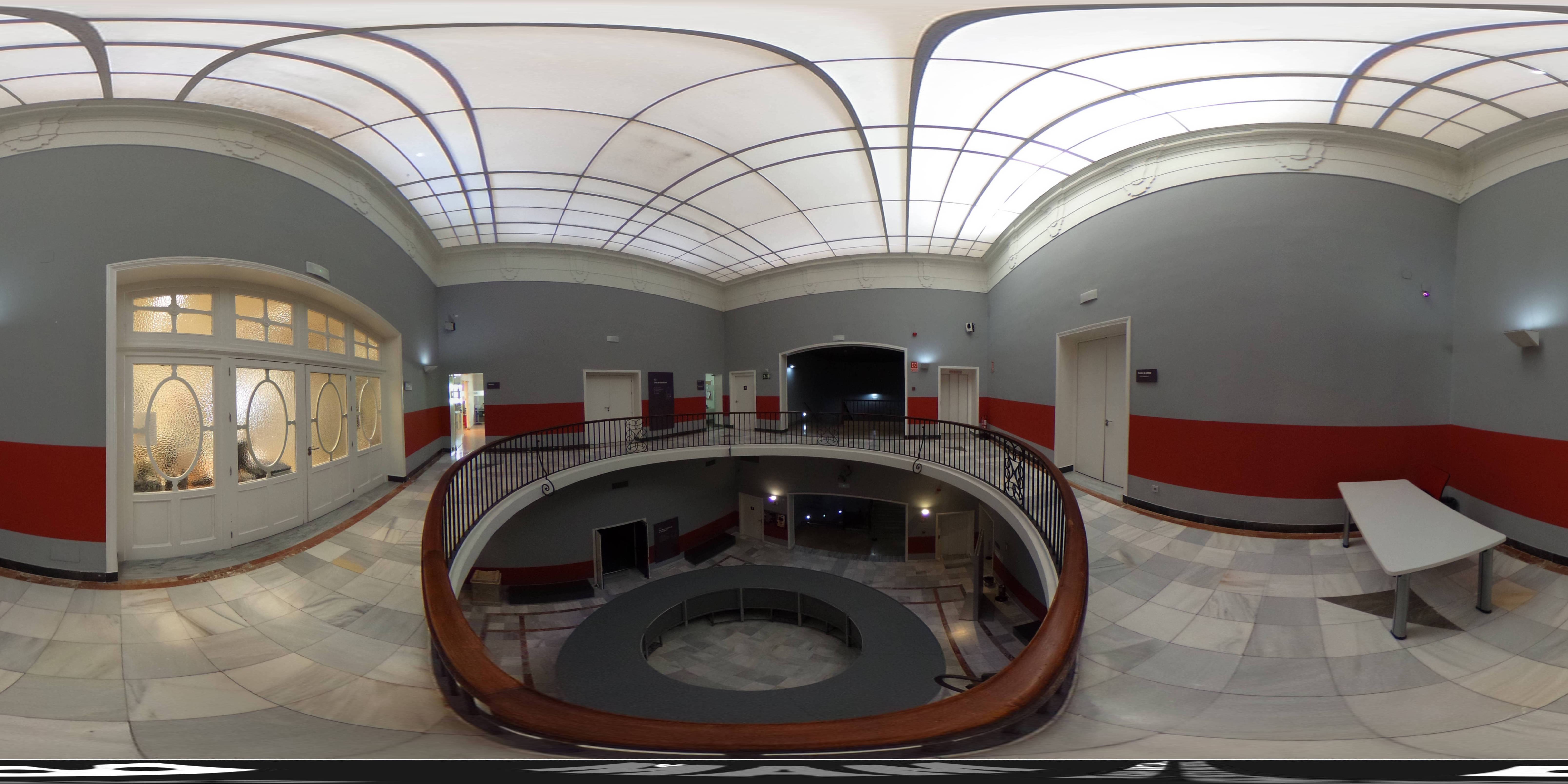
Accesos Omniorama
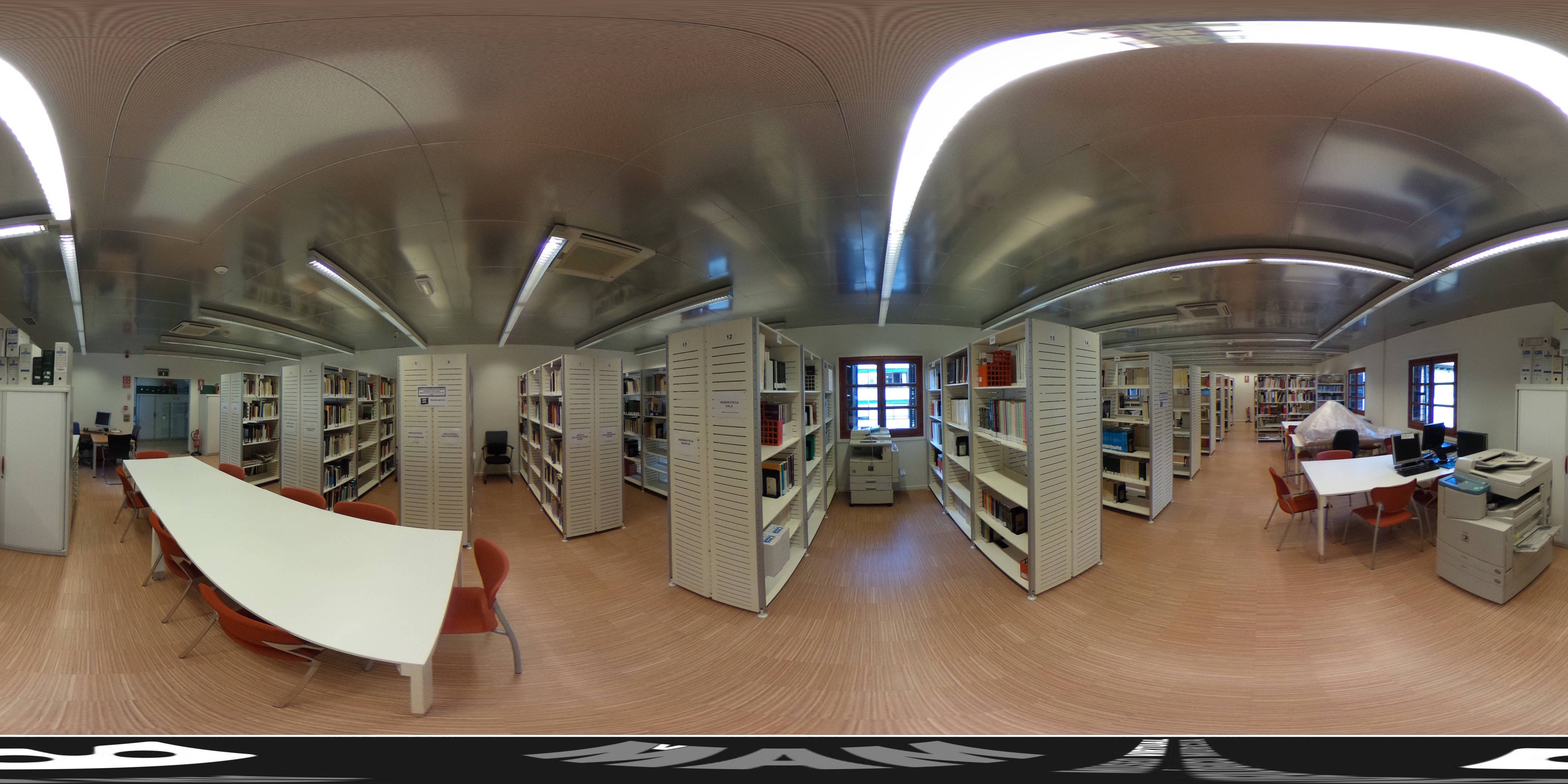
Biblioteca Omniorama
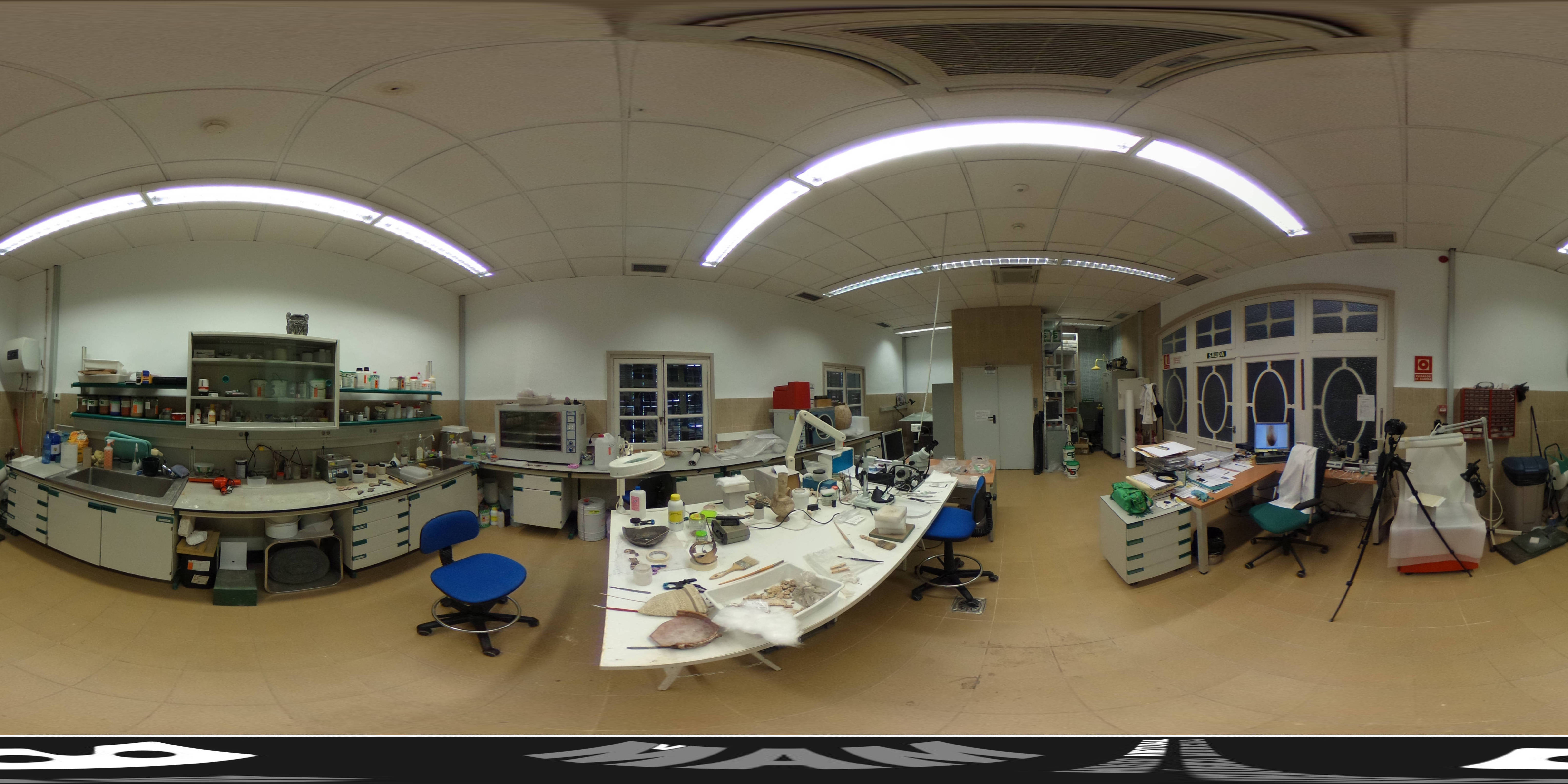
Taller de restauración Omniorama
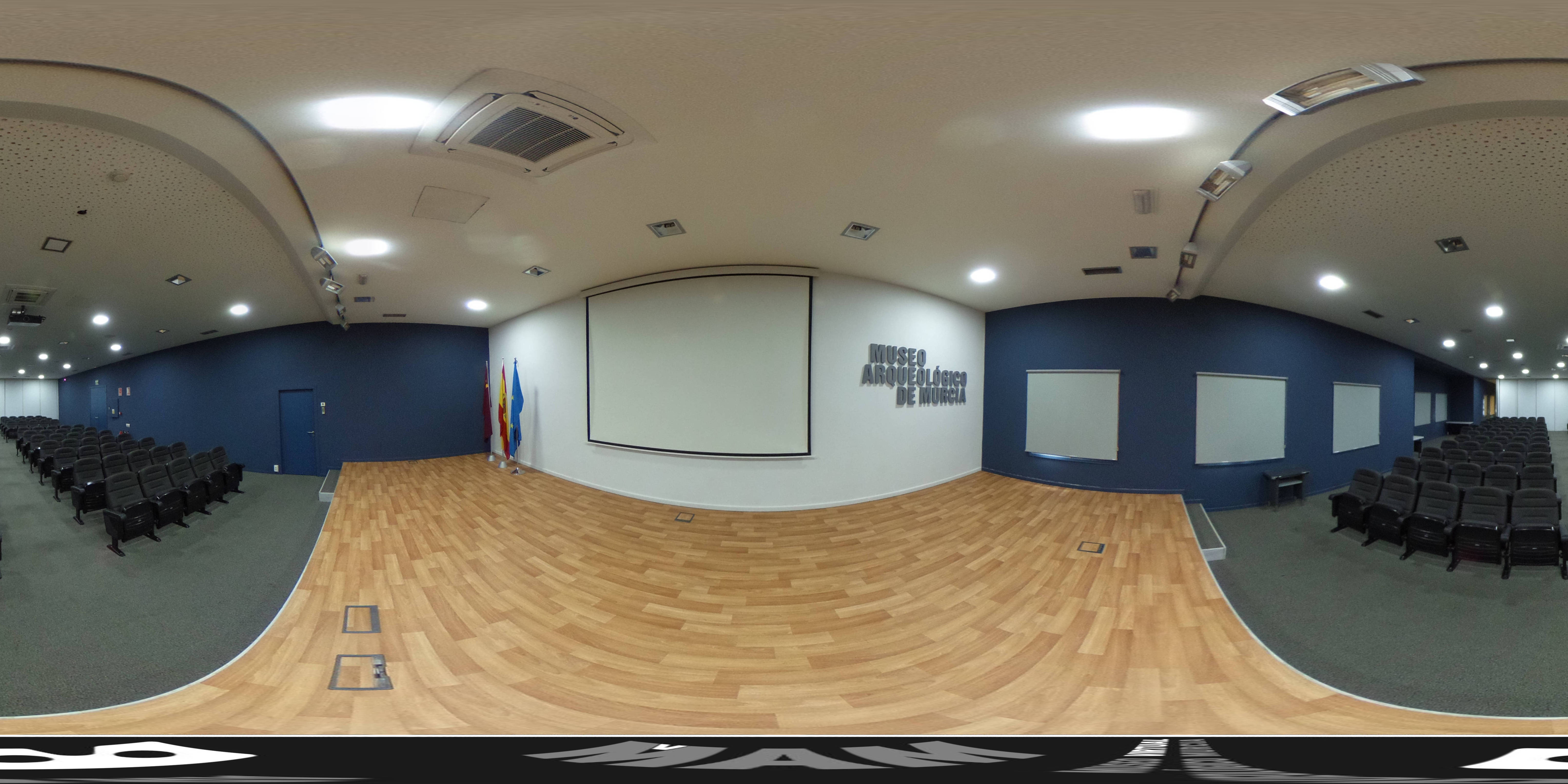
Salón de actos Omniorama

## Actividades
El MAM, además de realizar visitas guiadas y orientadas específicamente a actividades formativas y escolares, desarrolla múltiples actividades, como Exposiciones Temporales, La Pieza del Mes, La Noche de los Museos, junto a diversos proyectos de investigación en los ámbitos museísticos, museográficos y, principalmente, orientados a la arqueología.

## Galería

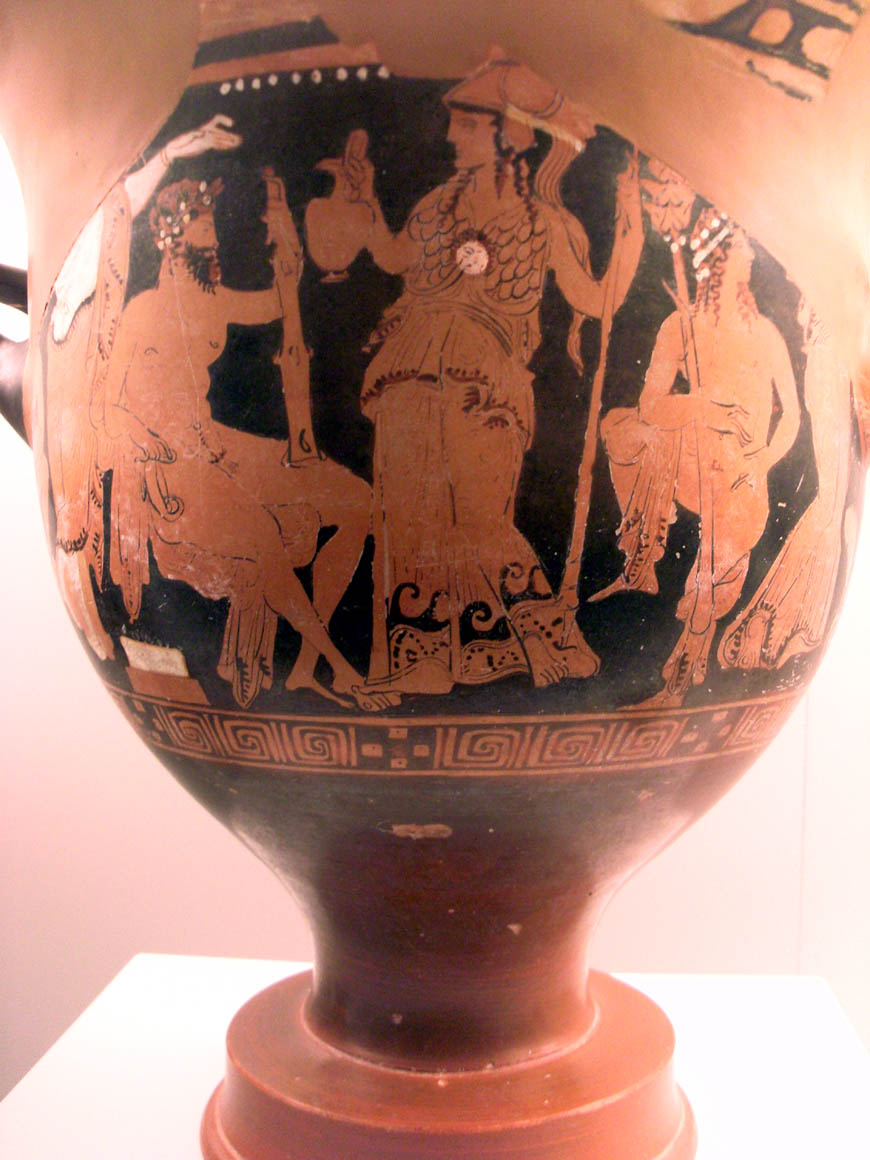
Crátera griega procedente de la necrópolis ibérica del Verdolay.
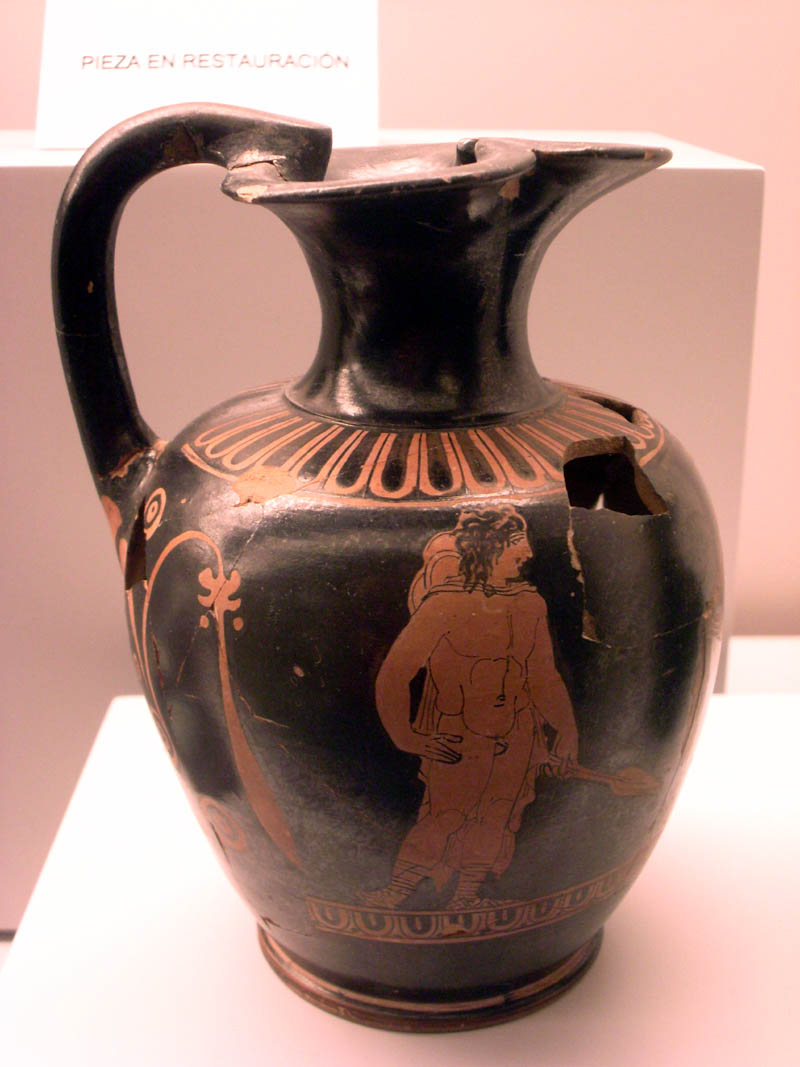
Enócoe griego procedente de Alcantarilla.
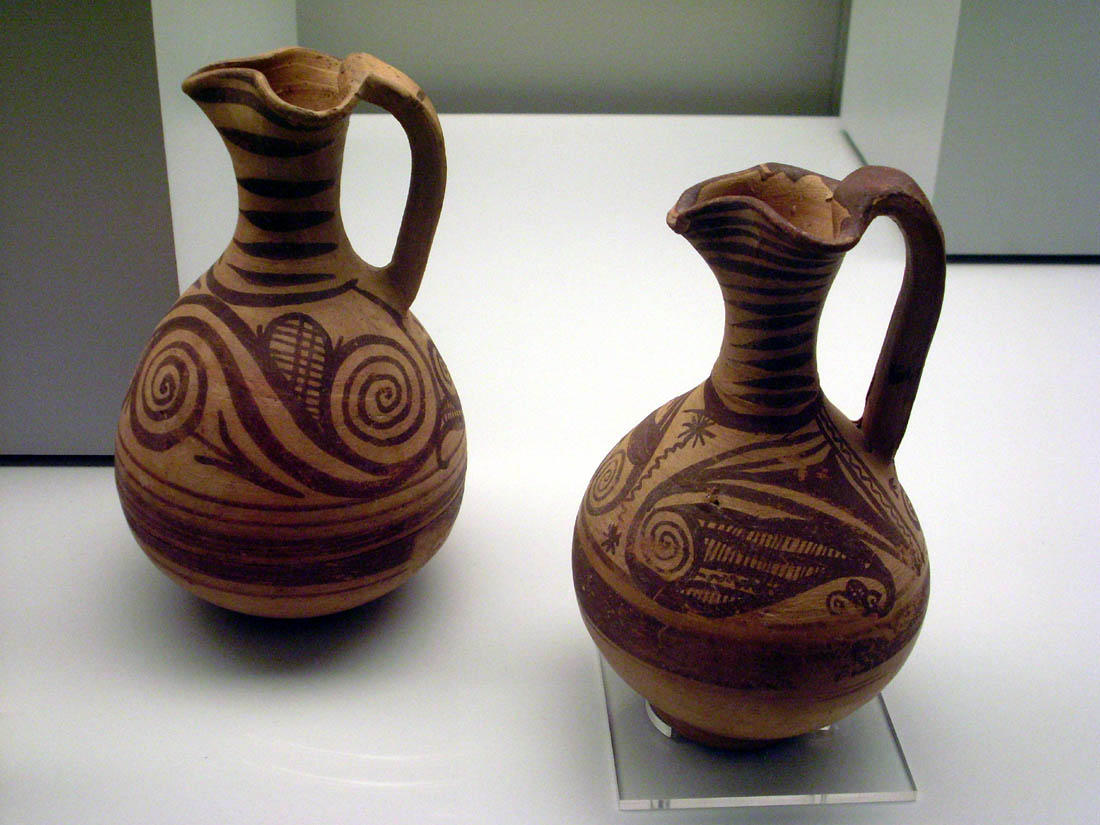
Enócoes ibéricos procedentes de El Verdolay.
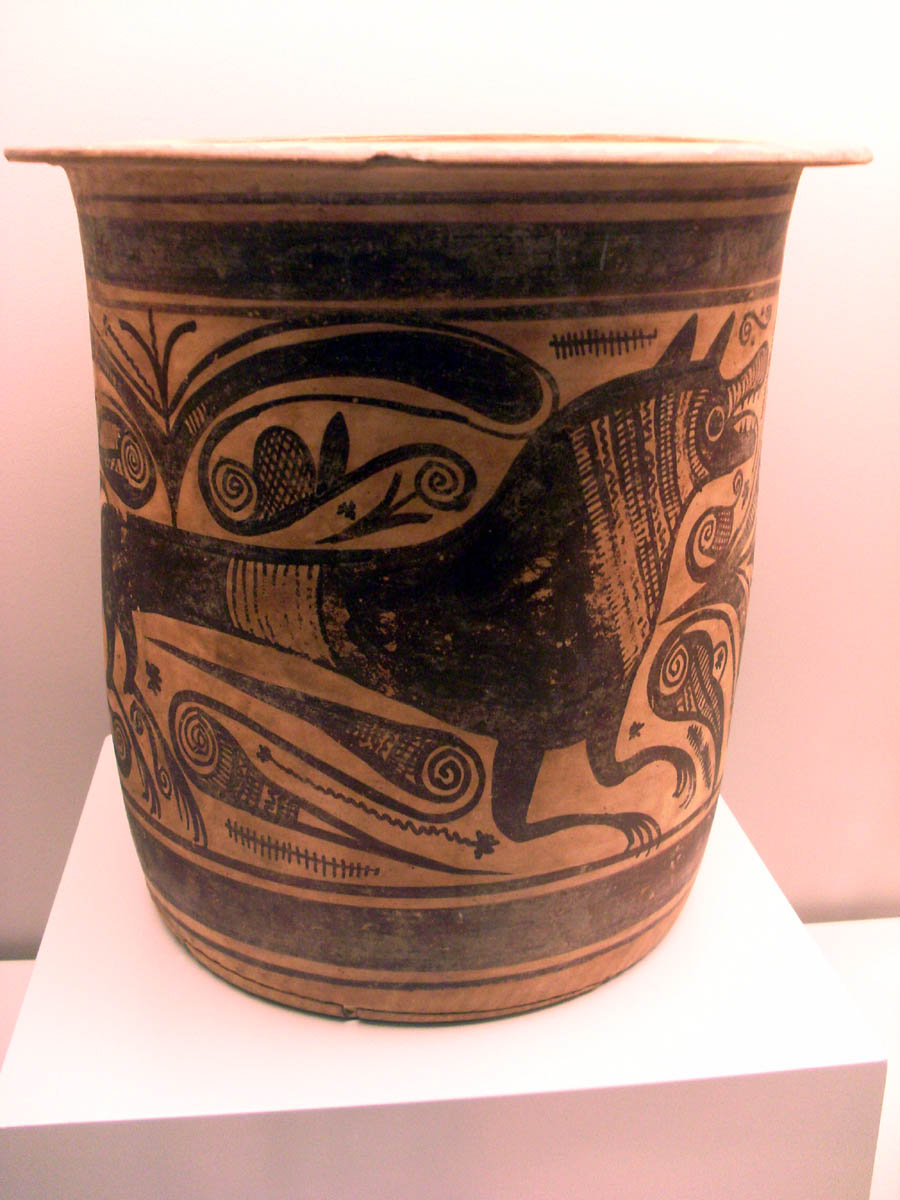
Cálato ibérico procedente de El Verdolay.
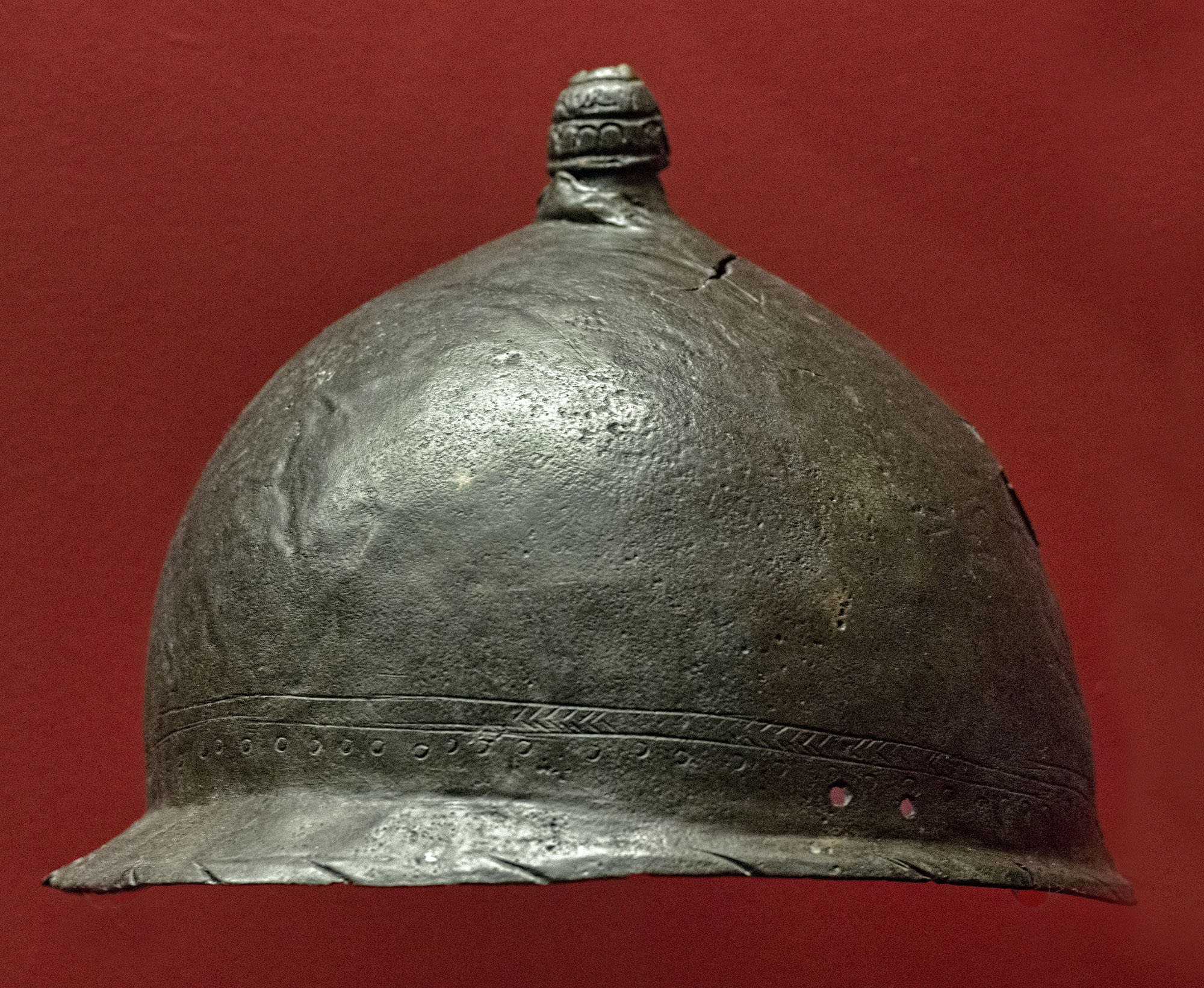
Casco iberorromano tipo Montefortino.
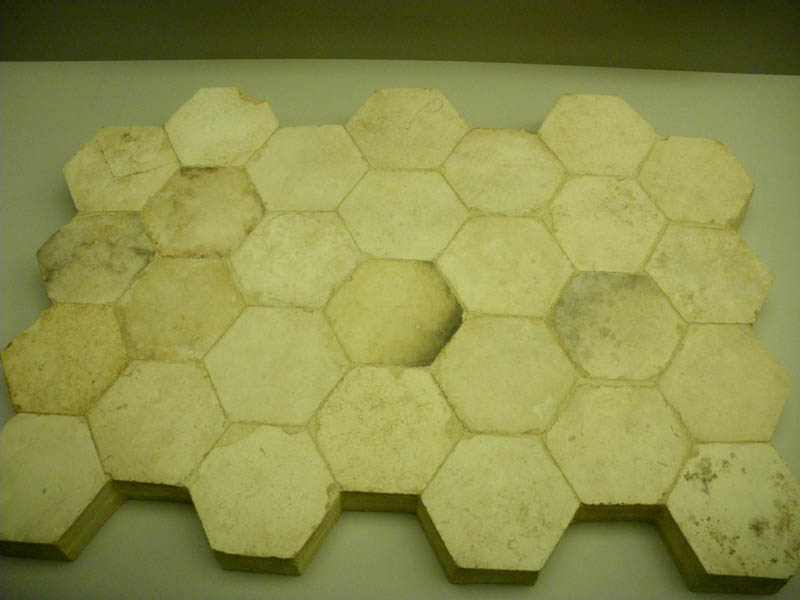
Mosaico de la Villa romana del Paturro.
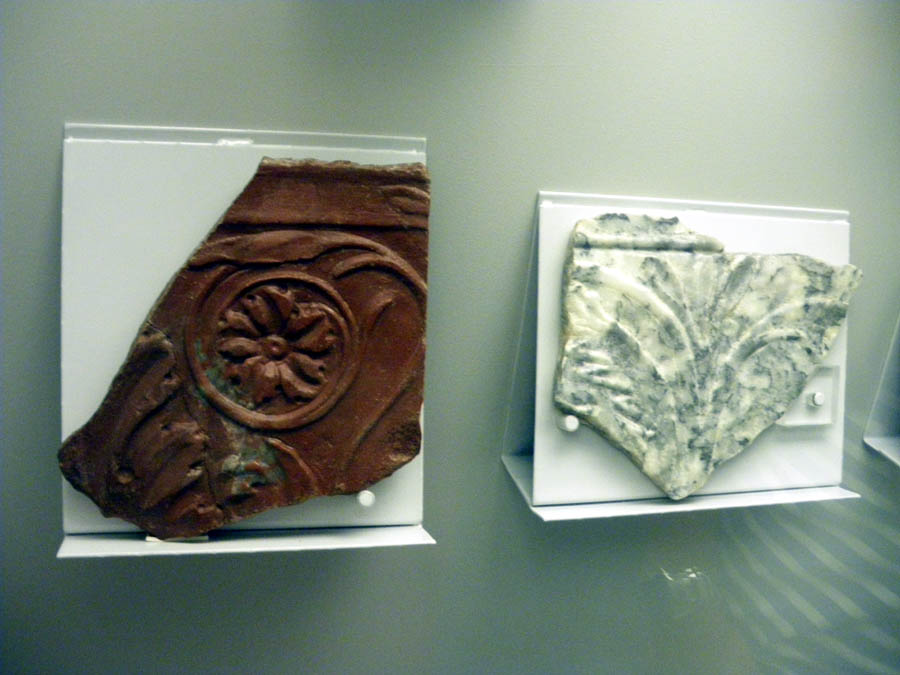
Decoración parietal de la Villa romana del Paturro.
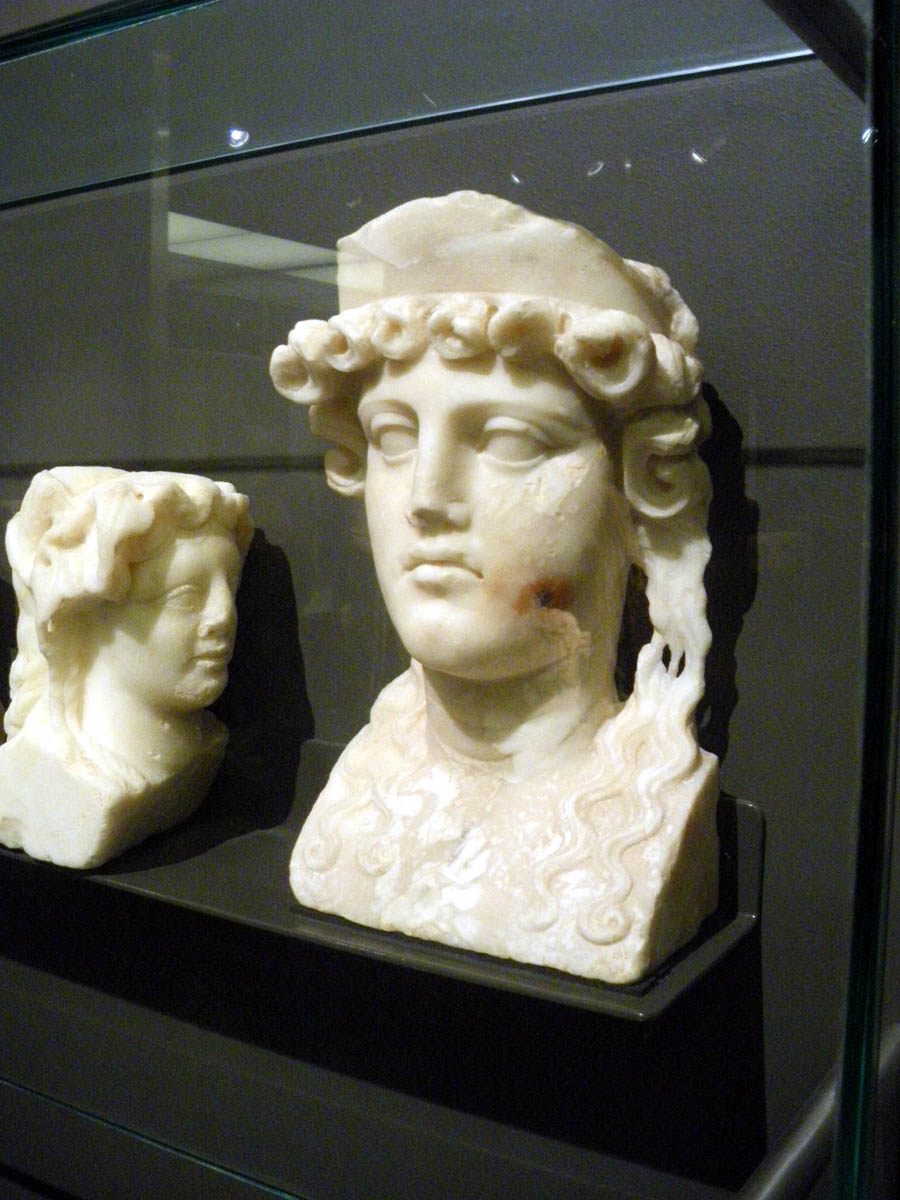
Herma romana procedente de Cartago Nova (Cartagena).
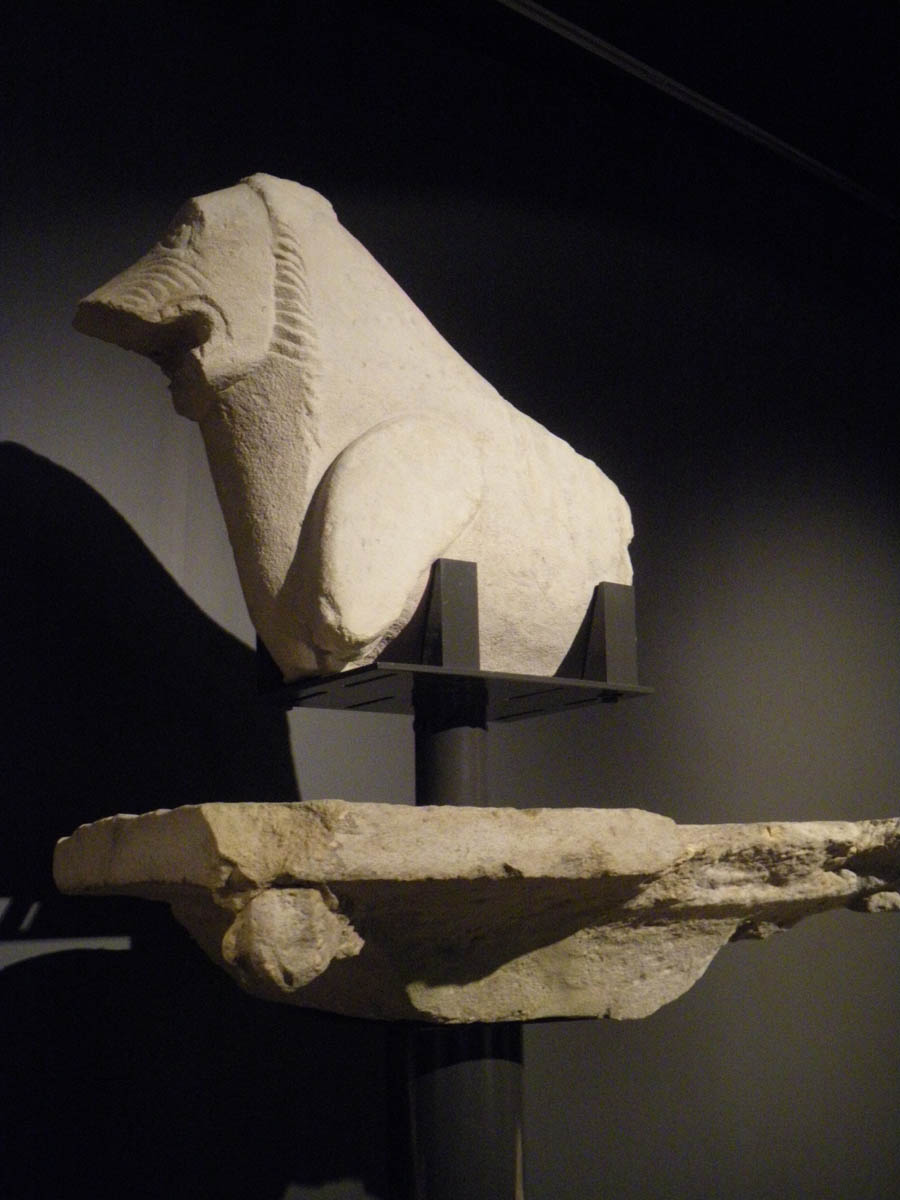
León de Coy. Escultura ibérica procedente de Coy (Lorca).
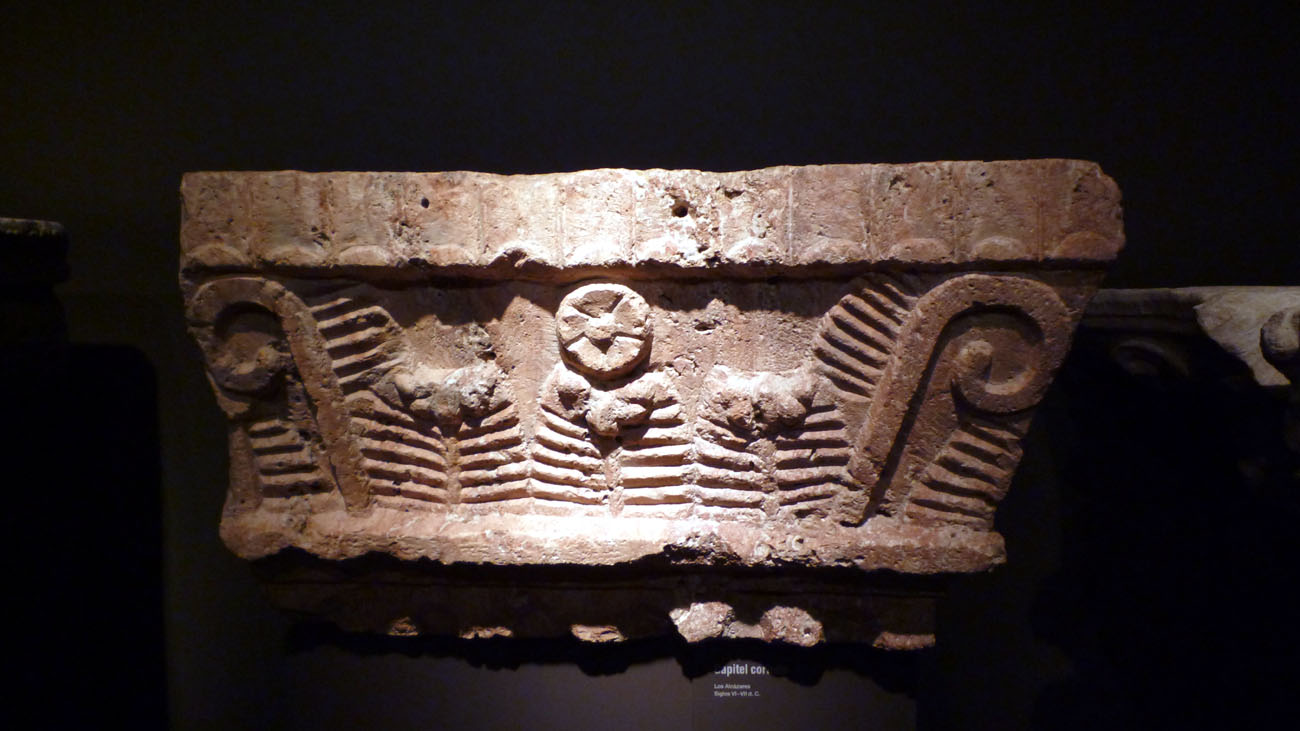
Capitel visigodo procedente de Los Alcázares.
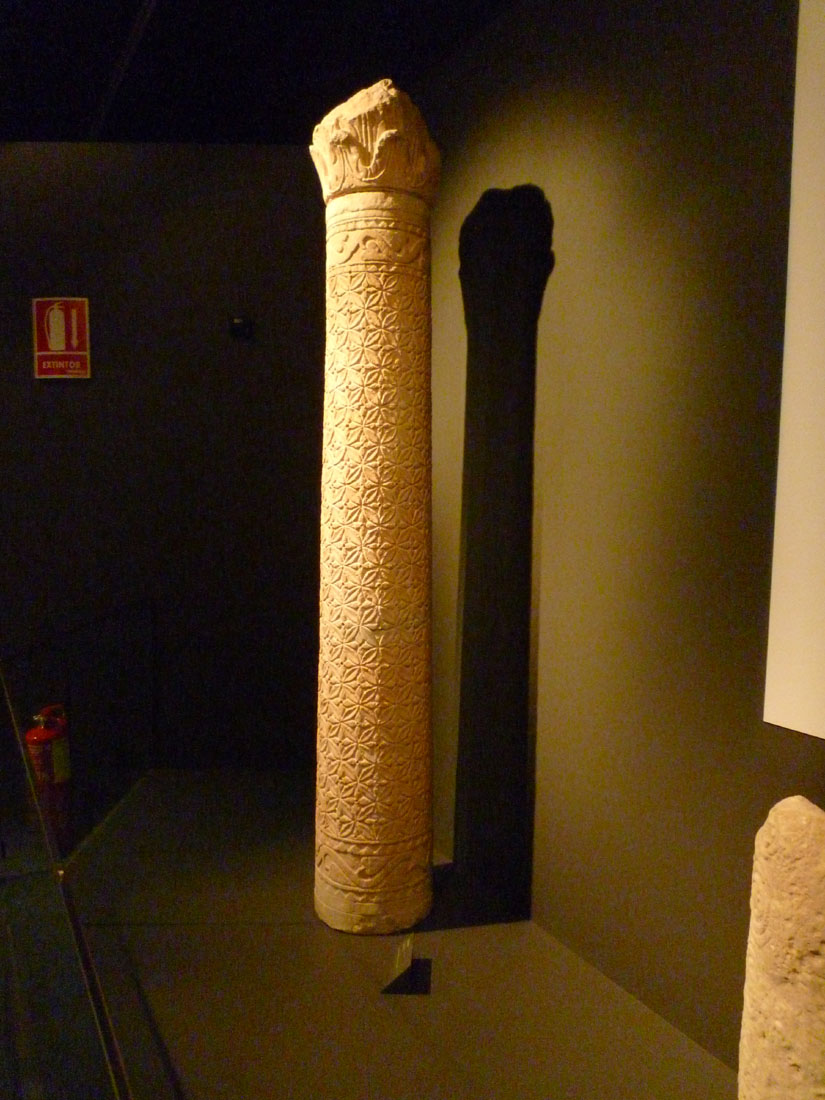
Columna del Martyrium de La Alberca.
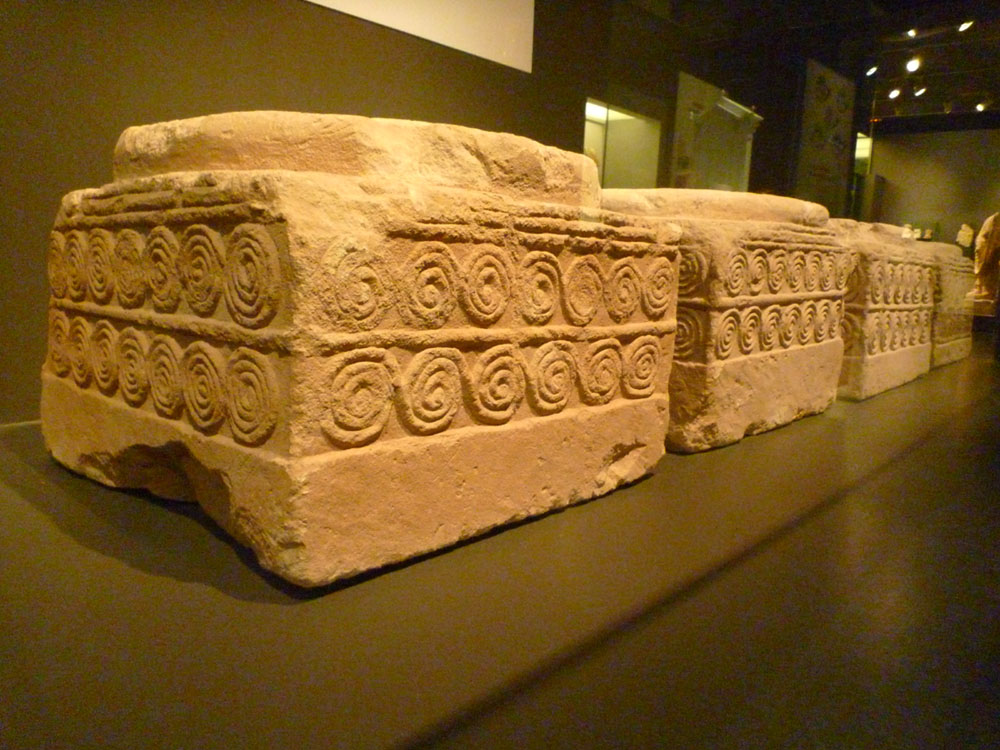
Basas procedentes de la Basílica del Llano del Olivar.